# The Buddy Holly Story
Pour plus de détails, voir Fiche technique et Distribution.
The Buddy Holly Story est un film américain réalisé par Steve Rash, sorti en 1978.

## Synopsis
Le film suit Buddy Holly de la patinoire où il chante ses premières reprises devant un jeune public forcément conquis jusqu'à la tournée-marathon hivernale qui lui sera fatale.

## Fiche technique
- Titre : The Buddy Holly Story
- Réalisation : Steve Rash
- Scénario : Robert Gittler et Alan Swyer d'après le livre Buddy Holly: His Life and Music de John Goldrosen
- Musique : Joe Renzetti
- Photographie : Stevan Larner
- Montage : David E. Blewitt
- Production : Fred Bauer, Edward H. Cohen et Fred T. Kuehnert
- Pays de production : États-Unis
- Format : Couleur - 1,85:1
- Genre : Biographie, musical
- Durée : 113 minutes
- Date de sortie : 
  - États-Unis : 18 mai 1978 (Houston, Texas)

## Distribution
- Gary Busey : Buddy Holly
- Don Stroud : Jesse Charles
- Charles Martin Smith : Ray Bob Simmons
- Conrad Janis : Ross Turner
- William Jordan : Riley Randolph
- Maria Richwine : Maria Elena Holly
- Amy Johnston : Cindy Lou
- Dick O'Neill : Sol Gittler
- Fred Travalena : Madman Mancuso
- Gailard Sartain : The Big Bopper
- Freeman King : Apollo M.C
- Matthew 'Stymie' Beard : Luthor
- Joe Renzetti : Violoniste
- Buddy Miles : Musicien
- Arch Johnson : M. Holly